# Jürgen Wittenstein
Oskar Jürgen Hans Gustav Wittenstein (Tubinga, 26 aprile 1919 – Stati Uniti d'America, 14 giugno 2015) è stato un medico e antinazista tedesco naturalizzato statunitense, membro del gruppo di resistenza della Rosa Bianca durante la seconda guerra mondiale.

## Biografia
Jürgen Wittenstein nacque a Tubinga nel 1919 da Oscar Wittenstein (1880-1918), imprenditore e aviatore morto poco prima della fine della prima guerra mondiale, e Elisabeth Vollmöller (1887-1957). 
Tra il 1931 e il 1937 frequentò il collegio di Salem, sul Lago di Costanza; tale scuola aveva come direttore il pedagogista ebreo Kurt Hahn, il quale, arrestato nel 1933 dai nazisti, emigrò successivamente in Scozia. Hahn ebbe una forte influenza su Wittenstein. Nel 1937, dopo il diploma, servì per sei mesi presso il Reichsarbeitsdienst e poi prestò servizio militare per due anni. 
Wittenstein fece domanda per entrare nel Partito Nazionalsocialista Tedesco dei Lavoratori (NSDAP) il 12 dicembre 1939, ottenendo la tessera di iscrizione numero 7667868 il 1º giugno 1940.
In seguito divenne membro del gruppo di resistenza della Rosa Bianca, che aveva tra i suoi appartenenti Alexander Schmorell, compagno di studi di Wittenstein. Quest'ultimo si adoperò per convincere Hellmut Hartert di Berlino, un amico di Hans Scholl, a collaborare con la loro causa, riuscendoci. La foto scattata da Wittenstein il 24 luglio 1942 e ritraente Hans, Sophie Scholl e Christoph Probst divenne famosa a livello internazionale.
Wittenstein sopravvisse alla seconda guerra mondiale ed emigrò negli Stati Uniti, dove sposò la sorella di Hellmut Hartert, Elisabeth, ed ebbe quattro figli. Dopo la morte della moglie si risposò con Christel Bejenke, nata in Germania. Morì nel 2015.